# 最後の無法者 (1941年の映画)
『最後の無法者』（さいごのむほうもの、Billy the Kid）は1941年のアメリカ合衆国の西部劇映画。監督はデイヴィッド・ミラー。1930年の映画『ビリー・ザ・キッド』をカラー映画としてリメイクした作品。主演のロバート・テイラーがビリー・ザ・キッドを演じた。
撮影は、実験的ながらワイドスクリーンで行われた。

## キャスト
※括弧内は日本語吹替（初回放送1967年6月25日『日曜洋画劇場』）
- ビリー・ザ・キッド：ロバート・テイラー（江角英明）
- ジム・シャーウッド：ブライアン・ドンレヴィ（寺島幹夫）
- エリック・キーティング：イアン・ハンター
- エディス・キーティング：メアリー・ハワード
- ダン・ヒッキー：ジーン・ロックハート
- スパイク：ロン・チェイニー・ジュニア（田中康郎）
- ティム・ワード：ヘンリー・オニール